# Лэнг, Дэвид (учёный)
Дэ́вид Ма́ршалл Лэнг (англ. David Marshall Lang; 6 мая 1924, Чизлхерст, Кент, Англия — 20 марта 1991, Харлоу, Эссекс, Англия) — британский историк-кавказовед, переводчик, профессор кавказоведения в университете Лондона. Специализировался на истории Грузии, Армении, Болгарии.

## Биография
Дэвид Маршал родился 6 мая 1924 года в Чизлхерсте, ныне пригороде Лондона, тогда являвшемся частью графства Кент. Единственный сын в семье медика Дэвида Маршала Лэнга и его первой супруги Маи Рены, урождённой Уилсон. Когда сыну стукнуло 22 его отец женился во второй раз на Дороти, урождённой Стинлейк. Лэнги издавна служили жрецами и священниками. В частности прадед Дэвида младшего, носивший то же имя, что и внук с правнуком, был секретарём Общества церковной миссии, а двоюродный дед Космо Гордон Лэнг — архиепископом Кентерберийским. Дед Дэвида провёл около 30 лет в качестве миссионера в Японии.
Дэвид получил первоначальное образование в школе Monkton Combe. Пока он раздумывал, куда поступать дальше, началась Вторая мировая война, которая сыграла решающую роль в определении его дальнейшей карьеры. В 1944 году его прикрепили к британскому консульству в Тебризе. Возможно, он был вице-консулом: хотя официально его имя не упоминается, в Индийском офисе хранятся его отчеты о деятельности советов на тебризском базаре, то есть его функции здесь сводились к разведывательным. Во время пребывания в Тебризе Лэнг подружился с местными армянами, которые в то время ехали в СССР на инаугурацию нового патриарха в Эчмиадзине. Его коллегой в Тебризе был Алексей Инаури, который в 1954 году стал главой грузинского отдела КГБ и, занимая эту должность до 1989 года, всячески помогал исследованиям учёного.
После войны Дэвид недолгое время работал третьим секретарём посольства в Тегеране, но затем вернулся к научной практике и в колледже святого Иоанна (Кембридж) получил степень MA по языкознанию, специализируясь на русском языке, но по своему желанию изучал грузинский и армянский. После этого он начал писать свою первую работу, которая так и не увидела свет — исследование деятельности писателя и прогрессивного философа XVIII века Александра Радищева. В 1949 году он получил должность лектора в Школе востоковедения и африканистики Лондонского университета. В последующие десятилетие он опубликовал массу работ: «Studies in the Numismatic History of Georgia» (1955), переводы «Жития и легенды русских святых» и «Мудрости Балахвара», а также каталог грузинских и других кавказскоязычных печатных книг, что хранятся в Британском музее (1962), который стал незаменимым руководством для учёных. Позже Лэнг стал лоббистом отделения Британской библиотеки от Британского музея. Период учебного отпуска в Колумбийском университете дал Лангу время и материал для создания одной из наиболее известных его работ «Последние годы грузинской монархии» (1957). В конце этой книги учёный делает вывод, что присоединение Грузии к России было единственным решением в сложившейся на тот момент политической ситуации, что вызвало споры и некоторое непринятие со стороны местных учёных, однако по большей части этот вывод был признан обоснованным.
В 1960-х годах Дэвид неоднократно бывал в советской Грузии. В 1966 году Тбилисский университет присвоил ему звание почётного доктора, а позже он стал одним из немногих британцев, которых при жизни внесли в Грузинскую советскую энциклопедию. Однако у этого была и другая сторона: в 1963 году КГБ предъявил Дэвиду «компрометирующие его сведения» и сделало его своим двойным агентом. В работах Дэвид достаточно мягко описывал постсталинские конфликты грузин с центральным правительством, возможно, из-за давления комитета. Когда из Тбилиси на Запад стали поступать диссидентские материалы, Лэнг опубликовал в «Таймс» письма от 6 и 21 августа 1975 года, в которых отрицал наличие коррупции в грузинской церкви или поджог Тбилисского оперного театра, и утверждал, что тбилисский прокурор Давид Коридзе, который рисковал всем, разоблачая подарки КГБ церковных ценностей иностранным попутчикам, не существовал, а его материалы были выдуманы злонамеренными фальсификаторами. Утверждения Лэнга были опровергнуты, а его репутация подорвана. Тогда же в Грузии к власти пришёл Эдуард Шеварднадзе, и вскоре Лэнг переключился в своих исследованиях на Армению. Его работы об этой стране получили большую популярность, но оказались менее глубокими. Он выступал решительно против турецкой политики отрицания геноцида армян и помогал армянскому лобби на Кипре. В то же время его выступления в поддержку армянского мемориала холокоста в Лондоне привело к тому, что турецкое правительство пригрозило остановить финансирование и сотрудничество со школой, из-за чего Лэнгу пришлось замолчать.
Как преподаватель Лэнг, несмотря на опыт таких мастодонтов как Минорский и Аллен, не смог добиться ощутимых результатов. Он предпочитал работать один, потому не подготовил ни одного историка, который как-то выделялся среди многих. В декабре 1976 года девятнадцатилетний старший сын Лэнга, также Дэвид Маршалл Лэнг, погиб в результате несчастного случая при восхождении на гору в Корнуолле. Расстроенный Лэнг-отец стал одиноким и непродуктивным алкоголиком и в конце концов рано ушёл на пенсию. 20 марта 1991 года он скончался от сердечной недостаточности и алкоголизма в больнице принцессы Александры, Харлоу.

## Семья
В сентябре 1950 года состоялась помолвка Дэвида с Констанс Брэхем, однако она была разорвана, и 11 февраля 1956 года он женился на Джанет, дочери банкира из Лидса. У них родились два сына, Дэвид и Эндрю, и две дочери, Кэролайн и Элизабет.

## Работы
На английском
- Studies in the Numismatic History of Georgia (Washington: American Numismatic Society, 1955)
- The Last Years of the Georgian Monarchy, 1658—1832 (New York: Columbia University Press, 1957)
- First Russian Radical, Alexander Radischev, 1749—1802 (London: George Allen & Unwin, 1959)
- Lang, David Marshall. A modern history of Georgia / David Marshall Lang. — 1st ed. — London : Weidenfeld and Nicolson, 1962. — 298 p.
- The Georgians (New York: Praeger, 1966)
- Armenia: Cradle of Civilization (London: George Allen & Unwin, 1970)
- Peoples of the Hills: Ancient Ararat and Caucasus by Charles Allen Burney and D.M. Lang (London: Weidenfeld and Nicolson, 1971)
- Bulgarians: From Pagan Times to the Ottoman Conquest (London: Thames and Hudson, 1976)
- Lives and Legends of the Georgian Saints (New York: Crestwood, 1976)
- The Armenians: A People in Exile (London: Allen and Unwin, 1981)
- Armenia and Karabagh: the Struggle for Unity (London: Minority Rights Group[англ.], 1991)

На русском
- Берни Ч.[англ.], Лэнг Д. М. Древний Кавказ. От доисторических поселений Анатолии до христианских царств раннего Средневековья = The People of the Hills. Ancient Ararat and Caucasus / Пер. с англ. Л. А. Игоревского. — М.: ЗАО «Центрполиграф», 2016. — 383 с. — ISBN 978-5-9524-5198-8.
- Лэнг Дэвид. Армяне. Народ-созидатель = Armenia. Cradle of Civilization / перевод Е. Ф. Левиной. — М.: Центрполиграф, 2021. — 350 с. — (Загадки древних народов в новом оформлении). — ISBN 978-5-9524-5352-4.
- Лэнг Дэвид. Грузины. Хранители святынь = The Georgians / перевод С. Фёдорова. — М.: Центрполиграф, 2021. — 223 с. — (Загадки древних народов в новом оформлении). — ISBN 978-5-9524-5490-3.